# Lincoln City (Oregon)
Lincoln City ist eine Stadt im US-Bundesstaat Oregon. Sie liegt am Pazifischen Ozean. Das U.S. Census Bureau hat bei der Volkszählung 2020 eine Einwohnerzahl von 9.815 ermittelt.

## Geographie
Lincoln City liegt auf dem 45. Breitengrad. Die Stadt hat sowohl im Westen als auch im Osten natürliche Grenzen. Im Westen bildet diese der Pazifische Ozean, wohingegen Lincoln City im Osten vom Devils Lake und der Oregon Coast Range mit einem Teil des Siuslaw National Forest begrenzt wird. Im Norden wird die Stadt vom Salmon River, im Süden von der Siletz Bay und vom Siletz River begrenzt. Durch die Stadt verläuft der U.S. Highway 101, der als Hauptstraße dient. Bis zum nächstgelegenen Ort Depoe Bay beträgt die Entfernung circa 15 Kilometer, die Stadt ist zwei Autostunden von Portland und eine von Salem entfernt.

Lincoln City verfügt über einen zwölf Kilometer langen Sandstrand. Der Devils Lake in Lincoln City ist ein natürlicher, flacher See an der Meeresküste. Der 277 Hektar große See ist maximal 6,4 m tief, seine durchschnittliche Tiefe beträgt 2,6 m. Der Abfluss des Sees ist der D River, der durch das Zentrum von Delake fließt und nach 37 m in den Pazifik mündet und damit als kürzester Fluss der Welt gilt. Am Devils Lake und am D River befinden sich zwei State Parks, das Devils Lake State Recreation Area und die D River State Recreation Site.

## Klima
Lincoln City genießt ein mildes maritimes Klima. So beträgt die Durchschnittstemperatur im Winter auch etwa 10 °C. In den Nächten fällt sie teilweise bis auf 0 °C. Im Sommer beträgt sie zwischen 15 und 20 °C am Strand – wo sie durch den Wind gemäßigt bleibt – und zwischen 25 und 30 °C im Inland. Der kälteste Monat ist der Januar, der wärmste Monat der August. Im Jahr fallen 1780 mm Niederschlag, davon 70 mm als Schnee. An 193 Tagen im Jahr fällt kein messbarer Niederschlag. Am meisten Niederschlag fällt im Dezember, am wenigsten im Juli.

## Demographie
Laut einer Zählung aus dem Jahr 2000 beträgt die Zahl der Einwohner Lincoln Citys 7437. 3371 Haushalte gibt es in der Stadt und 1860 Familien.
Von den 7437 Bewohnern waren:
- 88,40 % Weiße
- 0,46 % Afroamerikaner
- 3,12 % Native Americans
- 1,02 % Asiaten
- 0,35 % Pazifische Insulaner
- 3,01 % Menschen andere Herkunft
- 3,64 % Menschen verschiedener Herkunft
- 8,22 % Hispanics / Latinos

## Geschichte
Vor der Besiedlung durch die Weißen lebten zahlreiche Stämme der Native Americans an der Küste Oregons. Seit 1855 gehörte das Gebiet des heutigen Lincoln City zur Coast (Siletz) Reservation. Durch den Dawes Act von 1887 wurde die Reservation zur Besiedlung freigegeben. Die ersten Siedler siedelten entlang des Siletz und des Salmon River und lebten an der abgelegenen Küste von Landwirtschaft, Fischfang und Jagd. 

Zu Beginn des 20. Jahrhunderts entwickelten sich fünf Siedlungen im heutigen Stadtgebiet, die die Namen Cutler City, Delake, Nelscott, Oceanlake und Taft erhielten. Durch den Bau des neuen Highways 101 in den 1930er Jahren, der durch alle fünf Siedlungen verlief, wurde die Region für den Tourismus erschlossen, so dass die Orte untereinander und mit anderen Siedlungen entlang der Küste um Besucher konkurrierten. Um die Gemeindeverwaltung effektiver und die Unterhaltung von Feuerwehr, Polizei und anderen Institutionen besser zu gewährleisten, gab es verschiedene Anläufe, die fünf Siedlungen zusammen zuschließen. Erst am 3. März 1965 wurde schließlich Lincoln City durch den Zusammenschluss der Städte Delake, Oceanlake und Taft sowie der gemeindefreien Siedlungen Cutler City und Nelscott gegründet. Da die neue Stadt nicht den Namen einer der bisherigen Siedlungen tragen sollte, wurde der neue Stadtname in einem Schülerwettbewerb ermittelt, an dem die Schüler der lokalen Schulen teilnehmen konnten. 

Die Stadt wird heute von einem hauptamtlichen City Manager verwaltet. Der ehrenamtliche Bürgermeister sowie der Stadtrat werden für vier Jahre gewählt.

## Bildung
Lincoln City unterhält zwei Grundschulen, zwei High Schools und ein Community College. Daneben gibt es mehrere private Schulen.

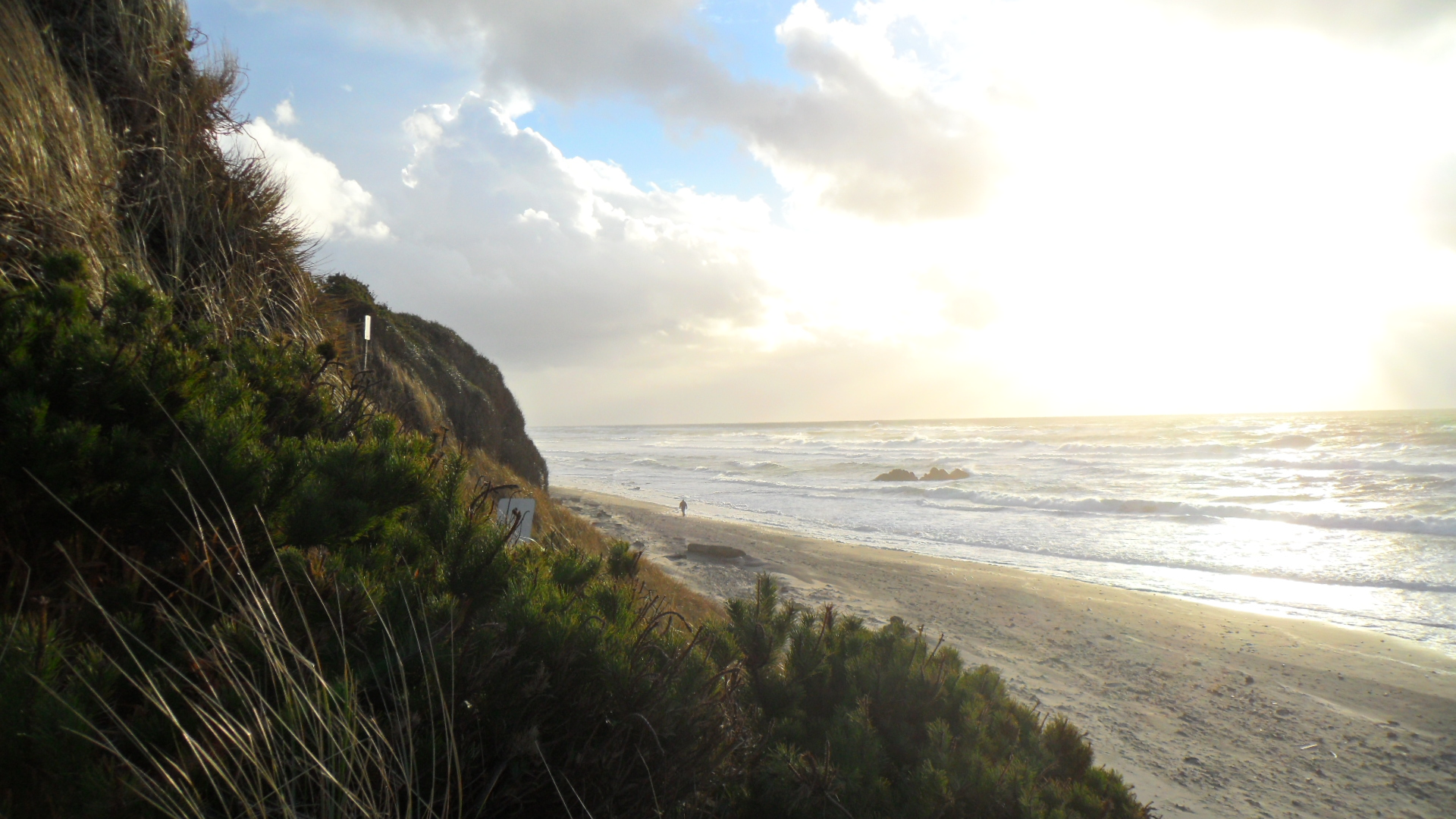
Strand von Lincoln City

## Wirtschaft und Tourismus
Aufgrund seiner geografischen Lage und der Nähe zum Pazifik gilt der Ort als beliebtes Touristenziel. In den Sommermonaten leben neben den etwa 8.000 Einwohnern etwa 30.000 Touristen in Lincoln City. Der weite, stets windige Sandstrand bietet ideale Voraussetzungen für Drachensteigen. In der D River State Recreation Site findet zweimal jährlich ein Kite Festival statt, und im Ort gibt es mehrere auf Drachenzubehör spezialisierte Händler, weshalb Lincoln City sich als Kite Capital of the World bezeichnet.
Neben zahlreichen Restaurants und Geschäften gibt es seit 1995 auch das Chinook Winds Casino am nördlichen Rand des Ortes. Das Casino hat 900 Angestellte und ist damit der größte Arbeitgeber der Stadt. Am Highway 101 liegt ein großes Outlet-Center mit 60 Geschäften.